# Hospital de Clínicas José de San Martín

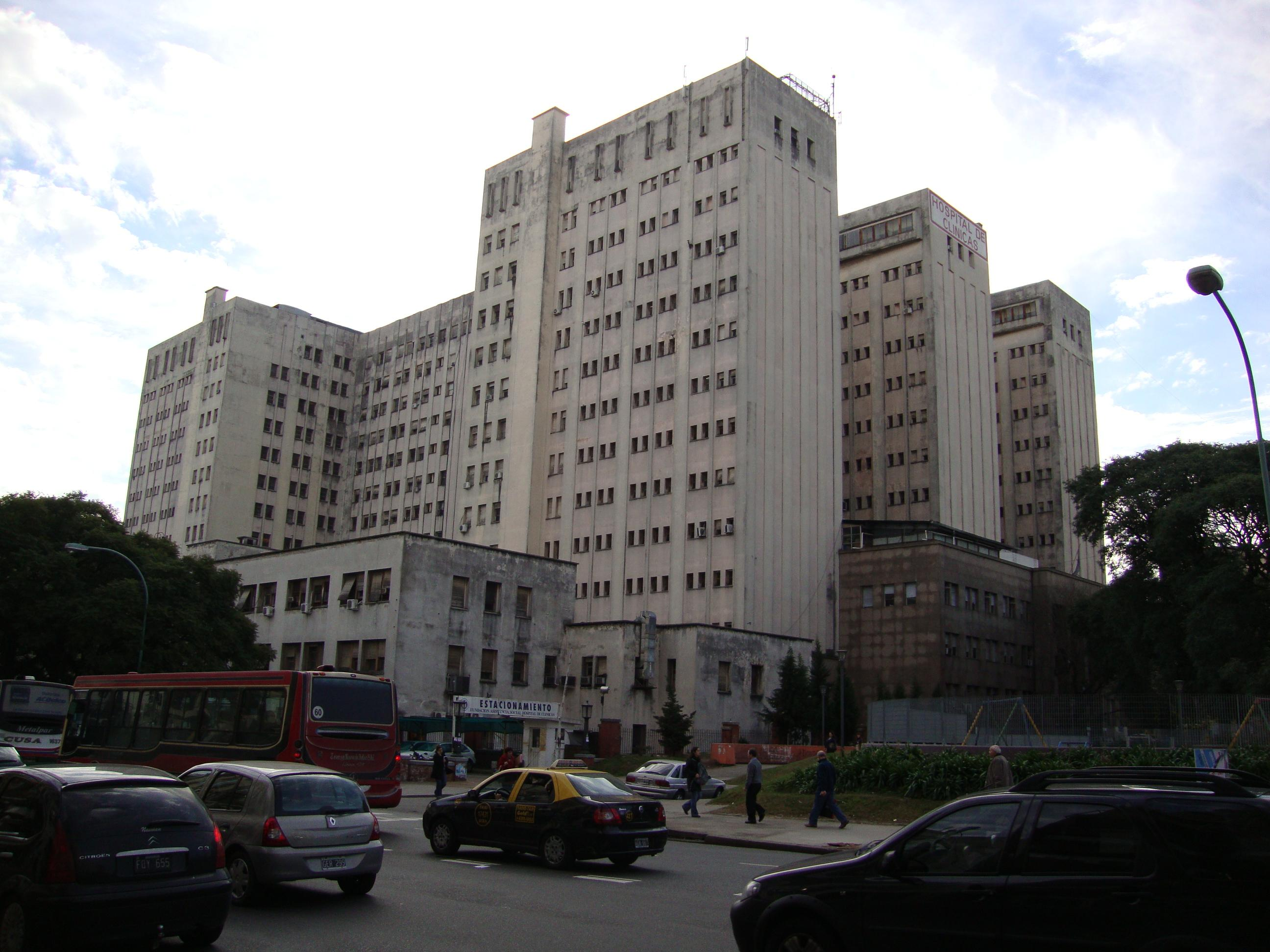
El hospital visto desde Av. Córdoba

El Hospital de Clínicas José de San Martín es un hospital-escuela dependiente de la Universidad de Buenos Aires y se encuentra ubicado en la avenida Córdoba 2351,  barrio de Recoleta, ciudad de Buenos Aires. Es la institución de Buenos Aires destinada al desarrollo, incorporación y difusión de los conocimientos médicos, la formación de recursos humanos para la salud en todos sus tipos y niveles y la producción de servicios de salud para la población nacional y local, en un nivel de excelencia acorde al desarrollo científico y técnico actuales, actuando en apoyo de todo el sistema nacional de salud.
Integra una red de hospitales universitarios y constituye el basamento organizacional para el accionar de las distintas facultades (Medicina, Psicología, Odontología, Farmacia y Bioquímica) en el campo de la práctica de la salud como para el desarrollo de sus actividades académicas y de extensión universitaria.

## Historia

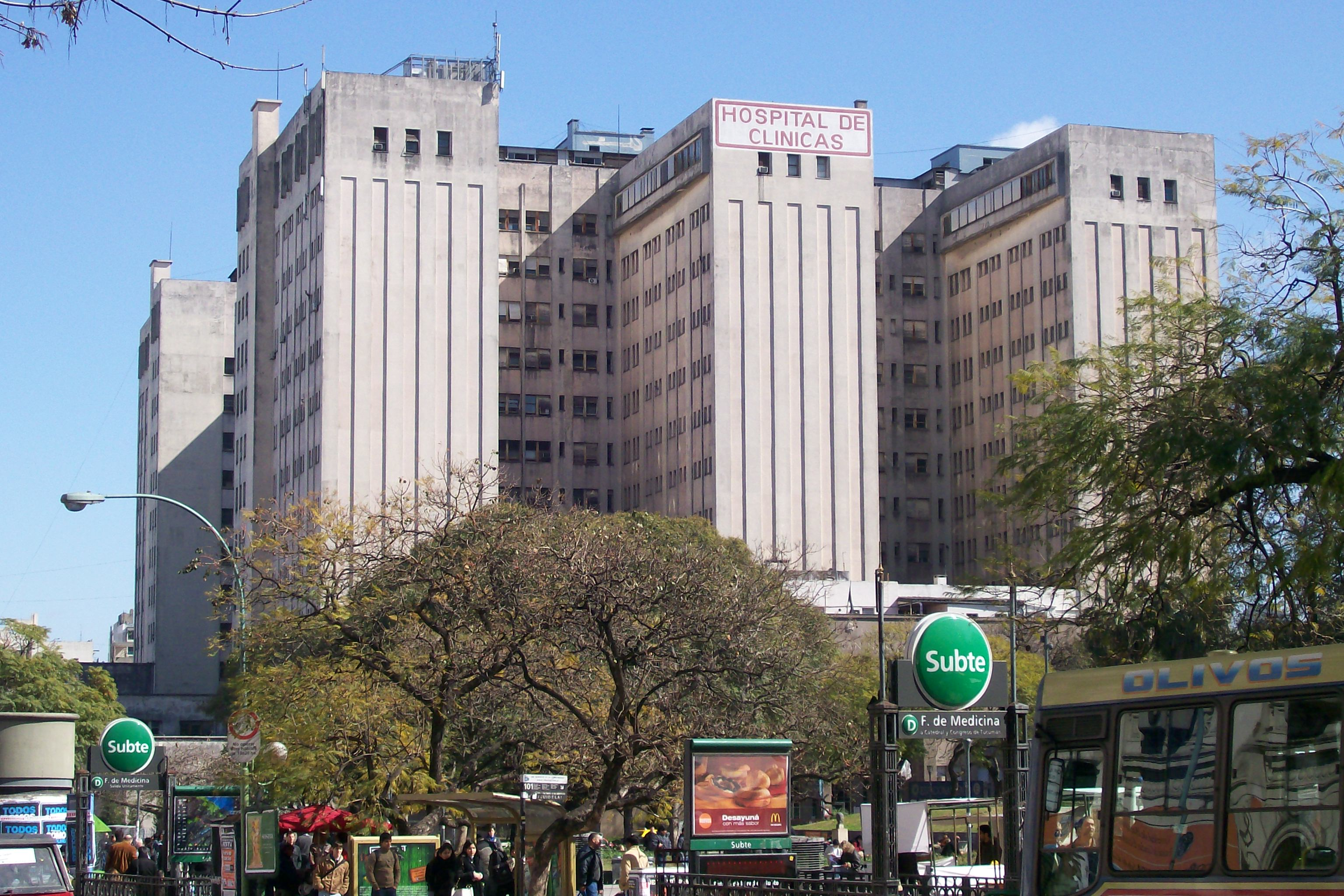
Visto desde la Plaza Houssay

Fue fundado por el salteño Cleto Aguirre. Los orígenes del actual Hospital de Clínicas se remontan al año 1877, cuando comenzó su construcción. Un año más tarde -y aún sin terminar- fue escenario del conflicto por la federalización de la ciudad de Buenos Aires al funcionar como cuartel de rifleros y hospital de concentración de heridos.
La atención a la comunidad comenzó poco después del conflicto de 1880, momento en que Buenos Aires dejaba de ser una gran aldea y se desarrollaba para comenzar a ser la ciudad capital de Argentina, que vivía las primeras oleadas de inmigración y urbanización.
Una cantidad importante de pacientes provenían del interior, derivados por médicos egresados de la Facultad de Medicina que guardaban un recuerdo especial de las aptitudes de sus maestros en la medicina.
El profesor titular era el cono de atracción de las cátedras y de la actividad de las salas del Hospital. Constituía un ejemplo ético a emular por sus estudiantes, quienes lo apoyaban, compartían sus estudios, a veces su mesa, y hasta establecían parentescos por casamientos basados en esa relación de admiración. 
Importantes hazañas de la medicina tuvieron lugar en los pabellones del Hospital de Clínicas: la primera aplicación de la insulina, la descripción de la Enfermedad de Ayerza, el síndrome de Tobías, los síndromes de Castex, el primer cateterismo cardíaco, las primeras residencias médicas, el primer Comité de Ética, la cirugía experimental, las primeras punciones de riñón y las primeras toracotomías, entre otras.
La primera operación filmada de la historia de la medicina, ocurrió en este hospital. Fue en 1899 y estuvo a cargo del médico argentino Alejandro Posadas. La película dura siete minutos y se halló en 1971, cuando el antiguo edificio se preparaba para la demolición. Se exhibió el 14 de diciembre de 2001 para celebrar el 120 aniversario del hospital.
Construido acorde a los modelos de su época, el diseño fue inspirado por el Hospital Friedrichshain de Berlín y el lazaretto de Karlsruhe.

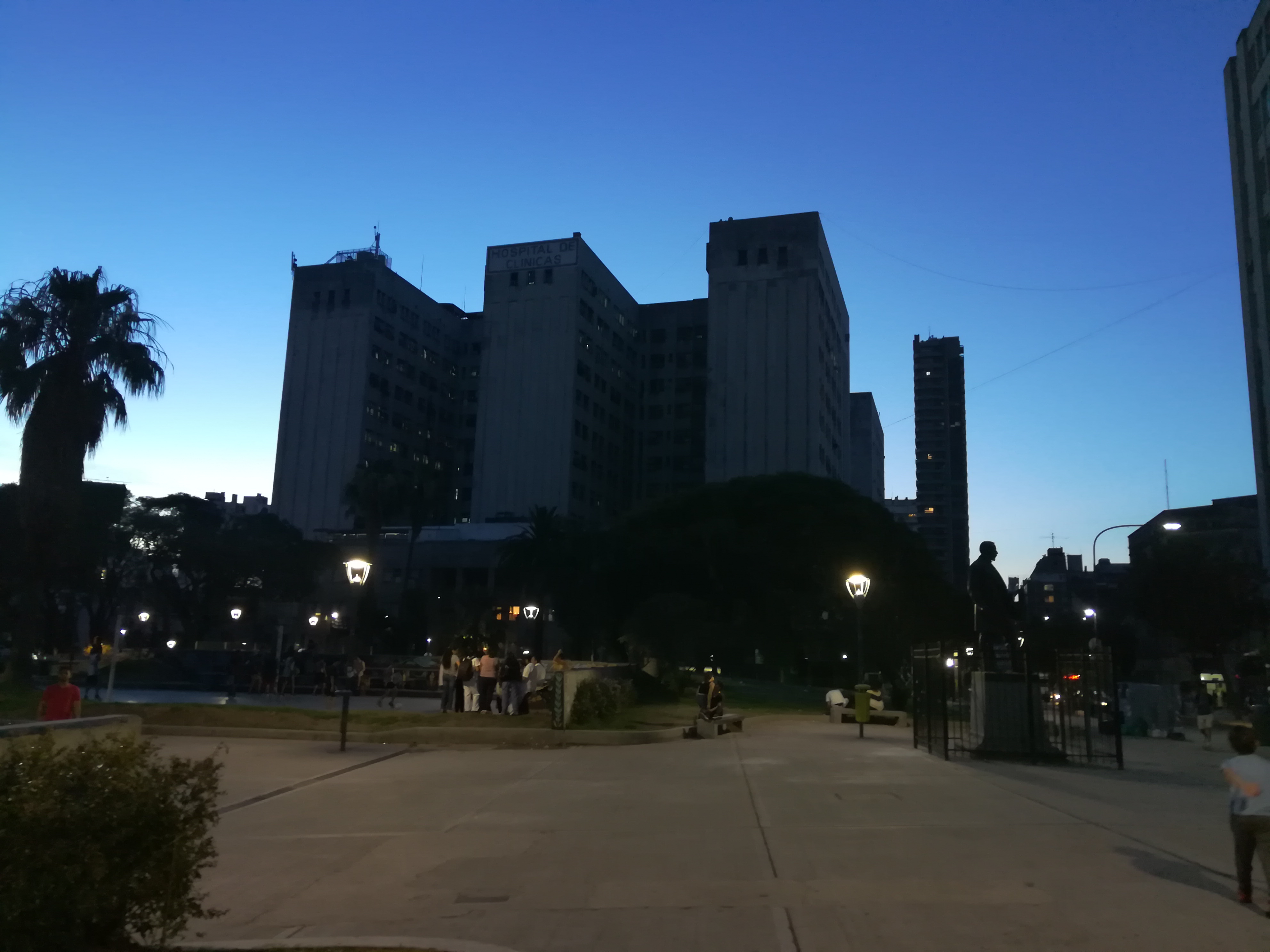
Foto del Hospital de Clínicas desde la Plaza Houssay

Desde 1927, debido al deterioro del viejo hospital y acorde a las necesidades emergentes en años previos, se planearon varios proyectos para construir un nuevo hospital, hecho que no se materializaría sino hasta 1949, año en el cual comenzó la construcción del Hospital de Clínicas “José de San Martín”, en la manzana limitada por las calles Uriburu, Paraguay, Azcuénaga y la Avenida Córdoba. La construcción sufrió numerosas demoras y sólo en 1962 ofreció los primeros servicios, de radiología y otorrinolaringología. El resto de los servicios fueron transfiriéndose gradualmente en los siguientes años.
En los primeros años de la década de 1970 el nuevo edificio pasó a ser completamente funcional y en 1975 comenzó la demolición de la antigua sede. En 2014 el Poder Ejecutivo realizó un convenio de inversión para refuncionalizar el Hospital de Clínicas y crear una planta farmacéutica para poder abastecer a la red de hospitales universitarios y también ofrecer un espacio de formación práctica para estudiantes y docentes.

## Actualidad

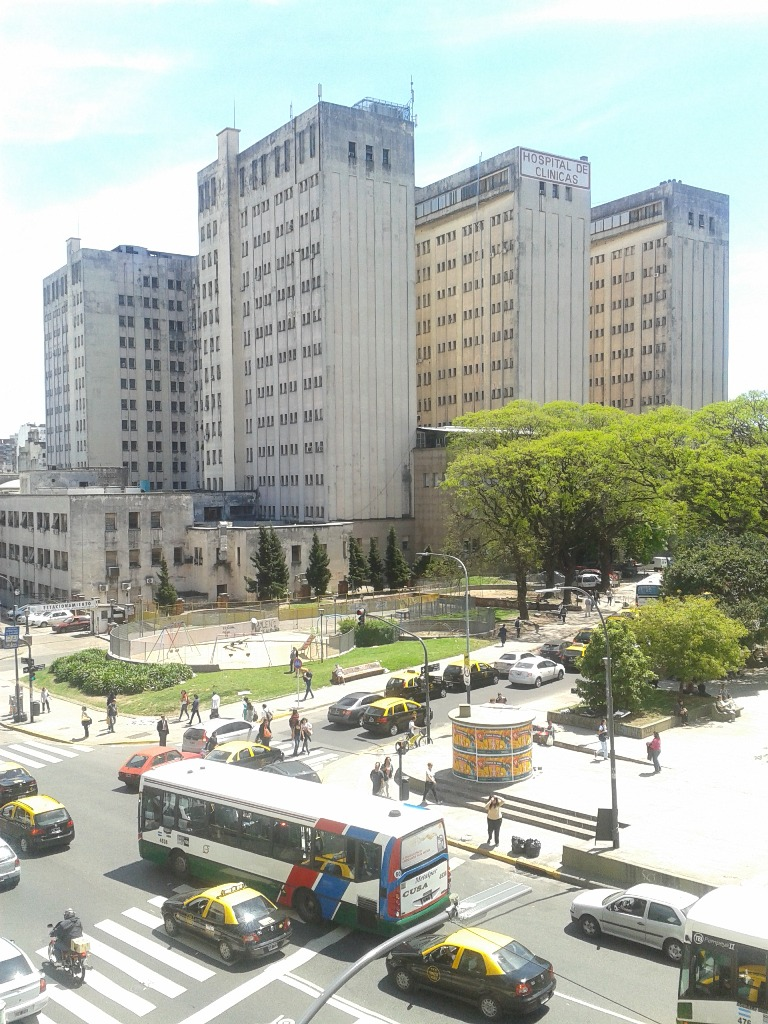
Vista del Hospital de Clínicas desde la Facultad de Ciencias Económicas

Durante 2016 ha comenzado un plan de obras con el objetivo de mejorar la situación edilicia dando respuesta a problemas de larga data. 
En 2017, el Hospital de Clínicas recibió un reconocimiento de la comunidad judía de Buenos Aires, a través de la DAIA, por la atención que brindaron los profesionales del Hospital durante el atentado a la sede de la AMIA, ocurrido en julio de 1994.
También en ese año, el Hospital de Clínicas recibió tres premios de renombre mundial gracias a investigaciones llevadas a cabo en ese centro de salud. 
La primera fue para el Dr. Mariano Duarte, quien recibió un Travel Award -un premio que se da a nuevos investigadores- por su trabajo en el que establece y comprueba la relación entre la hipertensión crónica, la rigidez de la pared arterial y la disminución del funcionamiento de receptores de presión, que no había sido descrita hasta entonces. Por ese trabajo ya había obtenido el Premio Facultad de Medicina, una distinción anual que se otorga a la mejor tesis de doctorado.El segundo premio fue para el equipo de las doctoras Eloísa Arana y María Virginia Gentilini, junto a la licenciada María Eugenia Pérez, quienes obtuvieron la Mención al Mérito del Premio Bienal Florencio Fiorini en Cáncer año 2017. Pertenecen al Instituto de Inmunología, Genética y Metabolismo (-INIGEM- del CONICET-Hospital de Clínicas).

## Denuncias
En 2000 fue intervenido por el rector de la Universidad de Buenos Aires, Oscar Shuberoff, quien desplazó al director del Hospital de Clínicas Juan Mazzei, quien había obtenido el cargo por concurso. Mazzei criticó la intervención: «Nunca en la historia, ni siquiera en regímenes autoritarios» se tomó una decisión similar, dijo. Mazzei atribuyó la crisis en el hospital a la "politización" de la UBA. Apuntó contra la agrupación estudiantil Franja Morada.
En 2007 el entonces rector Rubén Hallú investigó y denunció la existencia de una red de corrupción dentro del hospital. Entre la documentación aportada destaca un contrato con la empresa Linser SA, involucrada en otros supuestos hechos de corrupción. También se denuncia el abuso del mecanismo de contratación directa dentro del hospital. La Oficina Anticorrupción también acompañó una presentación del exdirector de Contrataciones del hospital, Fernando Ivancich, en la que se denunciaron en reiteradas ocasiones irregularidades en el trámite de pago de una deuda con la empresa Wing-Guard por la suma de $ 872.967 y donde las autoridades del hospital no habrían tomado en cuenta las objeciones realizadas por la Auditoría Interna de la Universidad.
En 2015 los asesores del candidato a jefe de Gobierno porteño por Energía Ciudadana Organizada (ECO), Martín Lousteau, fueron denunciados como responsables de una maniobra de vaciamiento del Hospital de Clínicas, y de un entramado contable para derivar fondos públicos a empresas prestadores de su propiedad. Según la denuncia varios funcionarios porteños estuvieron vinculados en la presunta desviación de fondos del Hospital de Clínicas a través de Medipack S.A, empresa farmacéutica que provee de insumos al hospital y que le factura millones. Las maniobras también incluían la desviación de fondos de la facultad de ciencias económicas a cargo de Franja Morada y del hospital a la campaña del radicalismo porteño. A Yacobitti lo acusan de ser socio a través de terceras empresas y testaferros del exdecano de la Facultad de Ciencias Económicas José Luis Giusti. Giusti antes de llegar al decanato fue secretario de Hacienda de la UBA, auditor porteño y candidato a legislador por la CABA del PRO. Al mismo tiempo el periodista Alejandro Bercovich denunció corrupción en el Hospital Clínicas, tanto el periodista como enfermeros que denunciaron los hechos fueron amenazados. Los denunciados por malversación de fondos manejan un presupuesto de casi 7.000 millones de pesos de la UBA En julio de 2016, la justicia federal argentina resolvió absolver a todos los denunciados, señalando la "inconveniencia de efectuar una denuncia penal por la posible comisión de un delito (...) exclusivamente sobre la base de información periodística" y argumentando "falta de pruebas en concreto".

## Asistencia
En el Clínicas se realizan cada año distintas campañas de atención gratuita, destinadas a la comunidad. En ellas, se abordan los problemas de salud relevantes para la población y se brinda diagnóstico y detección precoz. En él trabajan más de 3.200 empleados y pasan diariamente más de 10000 personas por día entre médicos pacientes, residentes y personal administrativo. 
Entre ellas se encuentran: Hipertensión, Próstata, Asma y el EPOC, Cefaleas, Hipo e Hipertiroidismo, Aneurisma de Aorta Abdominal, Cataratas, Neurofibromatosis, Osteoporosis, etc.
Estas iniciativas acercan al Hospital de Clínicas con la comunidad, al mismo tiempo que brindan respuesta a una problemática social, permitiendo un efectivo acceso a la salud.
Sólo durante 2013 se recibieron más de 344 000 consultas externas, lo que equivale a 945 consultas por día si se toman los 365 días del año. Y se esperaban alrededor de 400 mil consultas para 2014. También en 2013 se realizaron alrededor de 8500 intervenciones quirúrgicas, un promedio de 23 por día, y se esperan realizar 9000 en 2014.[2]

## Docencia
En sus casi cuarenta aulas cursan por año 1500 alumnos de las ciencias de la salud que cursan en treinta cátedras de Ciencias Médicas y cinco de Farmacia y Bioquímica. Como parte de pública representa el compromiso académico de la docencia superior, la investigación y la responsabilidad social de la extensión universitaria en beneficio de todo el cuerpo social. Como hospital universitario, cumple con las tres funciones de estos centros: Docencia, Asistencia e Investigación.
Cuenta con Residencias (Posgrados) en 36 especialidades. El número total de residentes es de 396. Ingresan por año 118 residentes a través de un riguroso concurso. 
Recibe becarios de países latinoamericanos. En especial de Bolivia, Colombia, Ecuador, Venezuela, Uruguay y Paraguay. Completan parte de su formación de grado alumnos europeos, en especial de Alemania, Francia, España e Italia.

## Investigación
Se publican anualmente 200 trabajos científicos en revistas con arbitraje.  Se desarrollan 48 ateneos semanales y nuestros profesionales tienen no menos de 400 participaciones en Congresos y otras reuniones científicas tanto en nuestro país como en el extranjero.
En el caso del Hospital de Clínicas la tarea de recopilación de antecedentes formales y la expresión de su ideario que le da identidad es sumamente amplia y compleja teniendo en cuenta la magnitud y complejidad de y la diversidad de sus integrantes, como su larga y rica historia.

## Congreso Internacional de Medicina Interna del Hospital de Clínicas
En 1986, con esfuerzo mancomunado de las cátedras de Medicina del Hospital del Clínicas, se realizó el primer Congreso Internacional de Medicina Interna. Por primera vez y sin antecedentes en la historia del Hospital de Clínicas, se llevó a cabo un emprendimiento de esta magnitud e importancia.
A partir de dicho evento inaugural se sucedieron cada dos años consecutivamente, arribando a las quince ediciones que reunieron prestigiosas figuras de la medicina, nacionales e internacionales, con un número creciente de asistentes. A su vez se contó con el apoyo de la industria farmacéutica, tecnológica e instituciones privadas que se fueron sumando para lograr que este Congreso fuera considerado uno de los más importantes del país y Latinoamérica con la concurrencia en cada edición de más de 7000 profesionales de la salud convirtiéndose en el evento médico de mayor relevancia en el país y en la región.